# غاي هايموف
غاي هايموف (بالعبرية: גיא חיימוב‏) (9 مارس 1986 بحولون في إسرائيل - ) هو لاعب كرة قدم إسرائيلي في مركز حراسة المرمى. شارك مع منتخب إسرائيل تحت 17 سنة لكرة القدم ‏ ومنتخب إسرائيل تحت 18 سنة لكرة القدم ‏ ومنتخب إسرائيل تحت 19 سنة لكرة القدم ومنتخب إسرائيل لكرة القدم. أما مع النوادي، فقد لعب مع نادي أيك لارنكا ونادي مكابي تل أبيب ونادي هبوعيل إيروني كريات شمونة وHakoah Amidar Ramat Gan F.C. ‏ وهبوعيل كفار سابا ‏.

## روابط خارجية
- غاي هايموف على موقع الاتحاد الأوربي (الإنجليزية)
- غاي هايموف على موقع قاعدة بيانات كرة القدم.إي يو (الإنجليزية)
- غاي هايموف على موقع ناشيونال فوتبول تيمز (الإنجليزية)
- غاي هايموف على موقع Soccerway.com (الإنجليزية)
- غاي هايموف على موقع عالم كرة القدم.نت (الإنجليزية)
- غاي هايموف على موقع AS.com (الإسبانية)